# Вуэльта Мурсии 2025
45-й выпуск  Вуэльта Мурсии — шоссейной однодневной велогонки по дорогам испанского автономного сообщества Мурсия. Гонка прошла 15 февраля 2025 года в рамках Европейского тура UCI 2025 (категория 1.1). Победу одержал швейцарский велогонщик Фабио Кристен.

## Участники
В гонке приняли участие 20 команд: 6 категории UCI WorldTeam, 9 UCI ProTeamsи 4 UCI Continental Team.
| UCI WorldTeams (5)- Decathlon AG2R La Mondiale Team - Movistar Team - UAE Team Emirates XRG - XDS Astana Team - Intermarché-Wanty UCI ProTeams (9)- VF Group-Bardiani CSF-Faizanè - Q36.5 Pro Cycling Team - Tudor Pro Cycling Team - Caja Rural-Seguros RGA - Burgos-Burpellet-BH - Equipo Kern Pharma - Team Flanders-Baloise - Team TotalEnergies - Euskaltel-Euskadi UCI Continental Teams (3)- Illes Balears Arabay - Petrolike - Project Echelon Racing Национальная сборная- Испания |
| |

## Маршрут
Маршрут гонки 2025 года отличался по форме, но не по сути. В начале и в середине гонки, которая так и не вернулась к многодневным соревнованиям, также были некоторые изменения. На этот раз пелотон стартовал из Джумиллы, а первой трудностью дня стал Альто-дель-Портасго. Также немного изменился длинный спуск к первому промежуточному финишу. Подход к окончательному финишу на Гран-Виа оставался прежним: Альто-дель-Портасго стало последним препятствием дня, как и раньше. В предыдущие годы здесь был более долгий подъём — Альто-Колладо-Бермехо, который несколько лет назад переименовали в Cima Marco Pantani. Однако в целом маршрут длиной 199,6 км, сохранял те же характеристики, что и в последние годы.

## Ход гонки
Из раннего отрыва пяти гонщиков после 115 километров гонки, на Альто-Колладо-Бермехо, осталось только два — Хосе Луис Фора из команды «Burgos-Burpellet-BH» и Хосе Мария Гарсия из « Illes Balears Arabay Cycling». Дель Торо и Велленс начали атаку на Альто-Колладо-Бермехо. Их преследовали несколько высококлассных гонщиков, которые чувствовали, что исход гонки близок. На быстром спуске к Велленсу и Дель Торо присоединились несколько групп преследования. Велленс снова атаковал. На этот раз к нему присоединились Клеман Бертэ из команды «Decathlon AG2R La Mondiale», Симоне Веласко из «XDS Astana» и Эрик Фагундес из «Burgos Burpellet BH». Это вынудило Movistar продолжить погоню. У подножия Альто-Креста-дель-Галло квартет лидеров опережал всего на 20 секунд. Велленс снова вырвался вперед, на этот раз стремясь к победе. Только Скарони смог присоединиться к нему, но их отставание составляло всего 10 секунд, когда они начали спуск и проехали последние 10 километров до финиша. Велленса преследовали Дель Торо, Макналти и впечатляющий гонщик Адриа Перикас. Шампуссен и Фортунато из «XDS Astana» также были там. Кристен, Орельен Парет-Пейнтр и Джордан Лабросс из «Decathlon AG2R La Mondiale», а также Наиро Кинтана из Movistar также были в группе. Последние 10 километров превратились в захватывающее тактическое сражение. Лабросс выступал за Парет-Пейнтра и отразил несколько атак. ОАЭ и XDS пытались организовать небольшие атаки или контролировать других. Макналти выбыл из группы, но ОАЭ по-прежнему рассчитывали доминировать в спринте вместе с Дель Торо. Велленс лидировал на улицах Мурсии, но момент, когда Кристен совершил рывок, был упущен, и никто не смог сесть ему на колесо. Кристен оторвался на несколько длин велосипеда и мог видеть, что победа за ним.

## Результаты
| \| Генеральная классификация \| Генеральная классификация \| Генеральная классификация \| Генеральная классификация \| Генеральная классификация \| \| Гонщик \| Гонщик \| Команда \| Время \| \| \| ------------------------- \| ------------------------- \| -------------------------- \| ------------------------- \| ------------------------- \| \| 1-й \| Fabio Christen \| Q36.5 Pro Cycling Team \| 4ч 38' 09 \| \| \| 2-й \| Орельен Паре-Пинтре \| Decathlon-AG2R La Mondiale \| + 0 \| \| \| 3-й \| Кристиан Скарони \| XDS Astana Team \| + 0 \| \| \| 4-й \| Клеман Шампуссен \| XDS Astana Team \| + 0 \| \| \| 5-й \| Лоренцо Фортунато \| XDS Astana Team \| + 0 \| \| \| 6-й \| Наиро Кинтана \| Movistar Team \| + 0 \| \| \| 7-й \| Исаак Дель Торо \| UAE Team Emirates XRG \| + 0 \| \| \| 8-й \| Тим Велленс \| UAE Team Emirates XRG \| + 2 \| \| \| 9-й \| Adrià Pericas \| UAE Team Emirates XRG \| + 5 \| \| \| 10-й \| Jordan Labrosse \| Decathlon-AG2R La Mondiale \| + 10 \| \| |                     |                            |           |
| |                     |                            |           |
| Источник: ProCyclingStats |                     |                            |           |
| Генеральная классификация |                     |                            |           |
| Гонщик | Гонщик              | Команда                    | Время     |
| 1-й | Fabio Christen      | Q36.5 Pro Cycling Team     | 4ч 38' 09 |
| 2-й | Орельен Паре-Пинтре | Decathlon-AG2R La Mondiale | + 0       |
| 3-й | Кристиан Скарони    | XDS Astana Team            | + 0       |
| 4-й | Клеман Шампуссен    | XDS Astana Team            | + 0       |
| 5-й | Лоренцо Фортунато   | XDS Astana Team            | + 0       |
| 6-й | Наиро Кинтана       | Movistar Team              | + 0       |
| 7-й | Исаак Дель Торо     | UAE Team Emirates XRG      | + 0       |
| 8-й | Тим Велленс         | UAE Team Emirates XRG      | + 2       |
| 9-й | Adrià Pericas       | UAE Team Emirates XRG      | + 5       |
| 10-й | Jordan Labrosse     | Decathlon-AG2R La Mondiale | + 10      |